# Jan de Windt

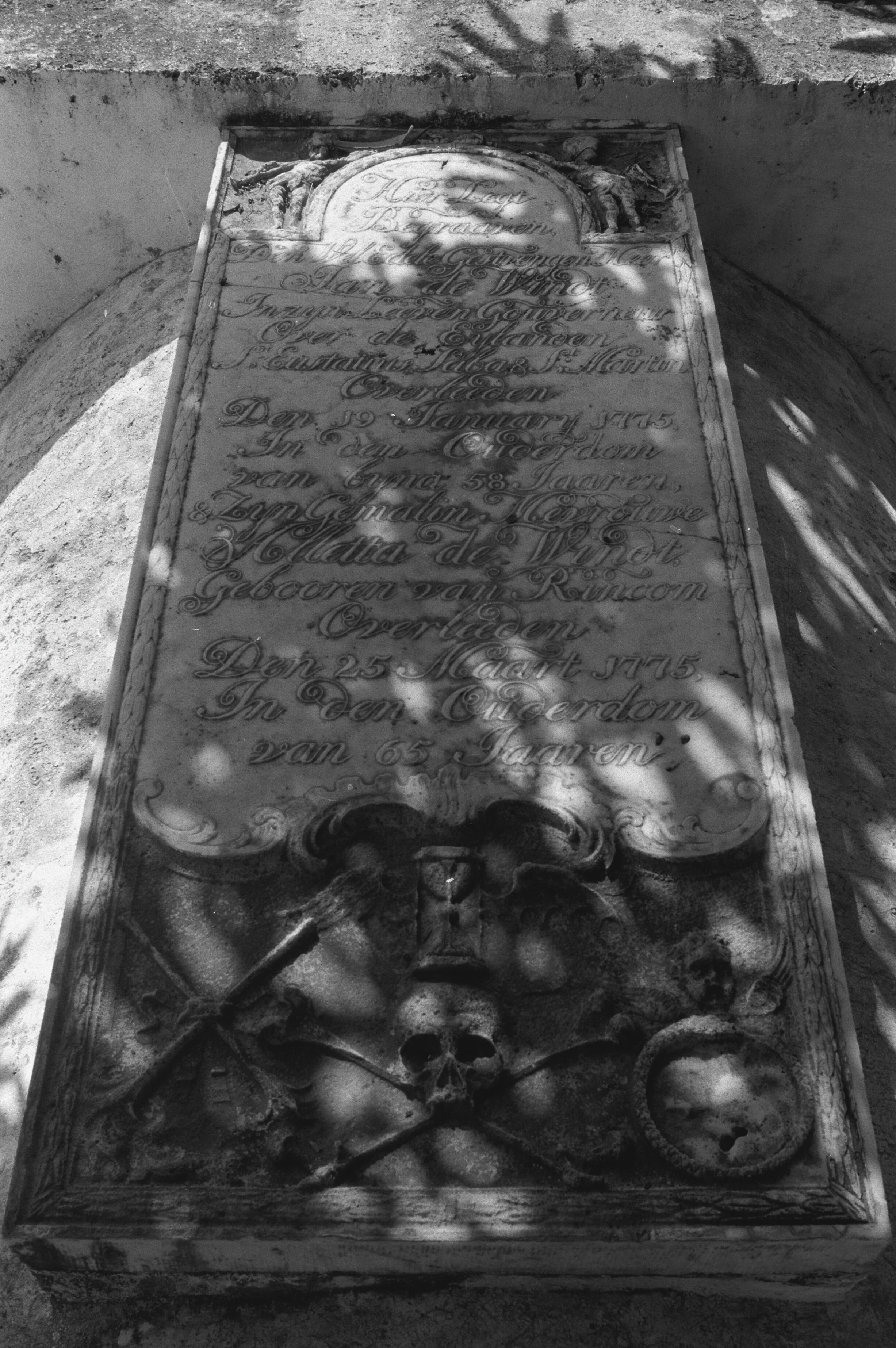
Grafmonument van Jan de Windt en zijn echtgenote

Jan de Windt jr. (1715 - Oranjestad (Sint Eustatius), 19 januari 1775) was commandeur van Sint Eustatius, Saba en Sint Maarten, van 1752 tot aan zijn dood in 1775, de eerste twee jaar ad interim. Zijn residentie stond op Sint Eustatius dat in die tijd een belangrijke doorvoerhaven van de WIC was. Onder De Windt werd zelfs suiker van Britse en Franse plantages ingekocht die vervolgens als Statiaanse suiker werd verscheept. Deze liberale handelspraktijken vormden later tijdens de Zevenjarige Oorlog een argument voor de Britten om Nederlandse handelsschepen te confisqueren, omdat deze neutrale schepen goederen van hun aartsvijand Frankrijk zouden "smokkelen".
Tijdens zijn regering werd op Sint Eustatius Fort de Windt aangelegd.
Jan de Windt ligt samen met zijn echtgenote Alletta van Rincorn begraven op de begraafplaats bij de ruïne van de Hervormde kerk van Sint Eustatius.

## Slavenopstand van Berbice
In februari 1763 waren de slaven van de WIC-kolonie Berbice onder leiding van Cuffy in opstand gekomen. Gouverneur Wolfert Simon van Hoogenheim vroeg assistentie in de naburige kolonies Essequebo en Suriname. Een schip op weg naar Nederland bereikte Sint Eustatius op 28 maart, waarop Jan de Windt twee schepen met respectievelijk 88 en 66 soldaten naar Berbice stuurde, en in juli nog een derde schip met 40 soldaten. Hiervoor kreeg hij de bijnaam "goede Jan de Windt". De Windt stuurde wel nog een rekening voor de gemaakte onkosten aan de WIC-kamer in Amsterdam, waarop de directeuren van de kolonie Berbice 25000 pesos naar Sint Eustatius stuurden.
Jan de Windt was een zoon van Jan de Windt sr., die op Saba was ondergedoken nadat hij als vice-commandeur op Sint-Maarten fraude had gepleegd.